# Washington (Illinois)
Washington je grad u američkoj saveznoj državi Ilinois. Prema popisu stanovništva iz 2010. u njemu je živjelo 15.134 stanovnika.